# Tokelau
Tokelau (/ˈtoʊkəlaʊ/; trước đây được gọi là Quần đảo Liên minh (tiếng Anh: Union Islands), và cho đến năm 1976 được gọi chính thức là Quần đảo Tokelau) là một lãnh thổ phụ thuộc của New Zealand nằm tại phía nam Thái Bình Dương. Lãnh thổ này bao gồm ba rạn san hô vòng nhiệt đới: Atafu, Nukunonu và Fakaofo. Chúng có tổng diện tích đất là 10 km2 (4 dặm vuông Anh). Thủ đô được luân chuyển hàng năm giữa ba nơi này. Ngoài ba rạn san hô vòng này, đảo Swains về mặt địa lý tạo thành một phần của quần đảo, nhưng hiện do Samoa thuộc Mỹ quản lý. Tokelau nằm ở phía bắc của Quần đảo Samoa, phía đông của Tuvalu, phía nam của Quần đảo Phoenix, phía tây nam của Quần đảo Line và phía tây bắc của Quần đảo Cook.
Tokelau có dân số khoảng 1.500 người; có dân số nhỏ thứ tư trong số các quốc gia có chủ quyền hoặc vùng phụ thuộc trên thế giới. Theo điều tra dân số năm 2016, khoảng 45% cư dân sinh ra tại nước ngoài, chủ yếu tại Samoa hoặc New Zealand. Dân cư có tuổi thọ là 69, tương đương với các quốc đảo Châu Đại Dương khác. Khoảng 94% dân số nói tiếng Tokelau với vai trò là ngôn ngữ đầu tiên của họ. Tokelau có nền kinh tế nhỏ nhất so với bất kỳ quốc gia hay lãnh thổ nào. Đây là quốc gia hay lãnh thổ dẫn đầu về năng lượng tái tạo, và là quốc gia hay lãnh thổ sử dụng 100% năng lượng mặt trời đầu tiên trên thế giới
Tokelau được chính phủ New Zealand và chính phủ Tokelau chính thức gọi là quốc gia. Đây là một quốc gia tự do và dân chủ, tổ chức bầu cử ba năm một lần. Tuy nhiên, vào năm 2007, Đại hội đồng Liên Hợp Quốc đã đưa Tokelau vào danh sách các lãnh thổ không tự quản. Việc đưa lãnh thổ vào danh sách này gây tranh cãi, vì người Tokelau từng hai lần bỏ phiếu sít sao chống lại quyền tự quyết.

## Từ nguyên
Tokelau là một từ có nghĩa là "gió bắc" trong ngôn ngữ Tokelau bản địa. Quần đảo Tokelau được các nhà thám hiểm châu Âu đặt tên là Quần đảo Liên minh và Nhóm Liên minh vào một thời điểm từ trước đây. Quần đảo Tokelau được lấy làm tên chính thức của quần đảo vào năm 1946. Tên chính thức được rút ngắn thành Tokelau vào ngày 9 tháng 12 năm 1976.

## Lịch sử

### Tiền sử
Bằng chứng khảo cổ học chỉ ra rằng các rạn san hô vòng của Tokelau – Atafu, Nukunonu và Fakaofo – có người định cư từ Samoa vào khoảng 1.000 năm trước, và có thể là cửa ngõ vào Đông Polynesia. Người dân tôn thờ thần thoại Polynesia và vị thần địa phương là Tui Tokelau. Theo thời gian, họ phát triển các loại hình âm nhạc và nghệ thuật đặc trưng. Ba rạn san hô vòng này có lịch sử chính trị riêng biệt, nhưng vẫn duy trì gắn kết về xã hội và ngôn ngữ. Xã hội Tokelau được cai trị bởi các gia tộc thủ lĩnh, và đôi khi xảy ra những cuộc đụng độ và chiến tranh giữa các rạn san hô vòng, cũng như liên hôn. Fakaofo, "đảo thủ lĩnh", nắm giữ một số quyền thống trị đối với Atafu và Nukunonu sau khi Atafu giải tán. Cuộc sống trên các rạn san hô vòng trong quá khứ dựa trên sự tự cung tự cấp, có chế độ ăn chủ yếu dựa vào cá và dừa.

### Tiếp xúc với các nền văn hóa khác

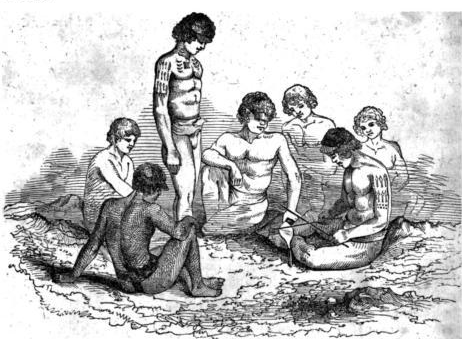
Người dân đảo Fakaofo, được vẽ vào năm 1841 bởi Đoàn viễn chinh thám hiểm Hoa Kỳ

Người châu Âu đầu tiên nhìn thấy Atafu là Phó đề đốc John Byron vào ngày 24 tháng 6 năm 1765. Ông gọi đảo này là "đảo Công tước xứ York". Những người trong đoàn thám hiểm của ông mạo hiểm lên bờ và báo cáo rằng không có dấu hiệu của cư dân vào hiện tại hoặc trước đây. Sau khi biết về khám phá của Byron, Thuyền trưởng Edward Edwards đến thăm Atafu vào ngày 6 tháng 6 năm 1791 để tìm kiếm những người nổi loạn Bounty. Họ không tìm thấy cư dân nào nhưng thấy có những ngôi nhà chứa ca nô và ngư cụ, điều này gợi ý cho họ rằng đảo này đang được các nhóm đánh cá từ các đảo lân cận khác sử dụng làm nơi ở tạm thời. Vào ngày 12 tháng 6 năm 1791, Edwards đi thuyền xa hơn về phía nam và nhìn thấy Nukunonu, đặt tên là "đảo Công tước xứ Clarence". Một nhóm đổ bộ lên bờ và không thể liên hệ được với người dân, nhưng nhìn thấy những nơi chôn cất "morai" và những chiếc ca nô qua lại vùng đầm phá của đảo.

Vào ngày 29 tháng 10 năm 1825, August R. Strong trên tàu USS Dolphin và thủy thủ đoàn của ông đến rạn san hô vòng Nukunonu. Ông viết: 
Khi kiểm tra, chúng tôi thấy họ đã đưa tất cả phụ nữ và trẻ em ra khỏi khu định cư vốn dĩ khá nhỏ, và đưa họ lên những chiếc ca nô nằm sát một tảng đá ở đầm phá. Chúng thường đến gần bờ, nhưng khi chúng tôi đến gần, chúng sẽ lao đi với tiếng ồn lớn và sự vội vã.
Vào ngày 14 tháng 2 năm 1835, Thuyền trưởng Smith trên tàu săn cá voi General Jackson của Hoa Kỳ viết về việc nhìn thấy Fakaofo và ông chọn gọi nó là "đảo D'Wolf". Vào ngày 25 tháng 1 năm 1841, Đoàn viễn chinh thám hiểm Hoa Kỳ đến thăm Atafu và phát hiện ra một lượng dân số nhỏ sống trên đảo. Cư dân dường như chỉ ở đó tạm thời vì không có thủ lĩnh trong số họ, và họ có loại ca nô đôi thường được sử dụng để đi lại giữa các đảo. Họ dường như từng tiếp xúc với người nước ngoài trong quá khứ, vì họ bày tỏ mong muốn được trao đổi hàng hóa với đoàn viễn chinh, và họ sở hữu những món đồ dường như có nguồn gốc từ nước ngoài: chuỗi hạt xanh và lưỡi bào. Vài ngày sau, m nhà thám hiểm người Pháp Thuyền trưởng Morvan nhìn thấy Fakaofo. Đoàn viễn chinh Hoa Kỳ đến Nukunonu vào ngày 28 tháng 1 năm 1841, nhưng không ghi lại bất kỳ thông tin nào về cư dân. Vào ngày 29 tháng 1 năm 1841, đoàn viễn chinh nhìn thấy Fakaofo và đặt tên là "Bowditch". Người dân đảo Fakaofo được phát hiện có ngoại hình và hành vi tương tự như người dân đảo Atafu.
Các nhà truyền giáo thuyết giảng Kitô giáo ở Tokelau từ năm 1845 đến những năm 1870. Các nhà truyền giáo Công giáo người Pháp trên đảo Wallis (còn được gọi là 'Uvea) và các nhà truyền giáo của Hội Truyền giáo Luân Đôn Tin Lành tại Samoa đã sử dụng giáo viên bản xứ để cải đạo người Tokelau. Cư dân Atafu được Hiệp hội Truyền giáo Luân Đôn chuyển sang Tin lành, cư dân Nukunonu chuyển sang Công giáo và cư dân Fakaofo chuyển sang cả hai giáo phái. Linh mục Samuel James Whitmee thuộc Hiệp hội Truyền giáo Luân Đôn đến thăm Tokelau vào năm 1870.
Được giúp đỡ từ Eli Jennings trên đảo Swains, những kẻ buôn bán nô lệ người Peru đến vào năm 1863 và bắt cóc gần như tất cả (253) nam giới khỏe mạnh đi làm lao công, làm suy giảm dân số trên các rạn san hô vòng. Những người đàn ông Tokelau chết vì kỵ và đậu mùa, và rất ít người trở về. Do sự mất mát đó, hệ thống quản lý chuyển sang dựa trên "Taupulega", hay "Hội đồng trưởng lão", trong đó các gia đình riêng lẻ trên mỗi rạn san hô vòng được đại diện. Trong thời gian đó, các di dân Polynesia đến định cư, tiếp theo là những người đi biển người Mỹ, người Scotland, người Pháp, người Bồ Đào Nha
 và người Đức, họ kết hôn với nữ giới địa phương và phục hồi dân số các rạn san hô vòng.
Năm 1856, Hoa Kỳ tuyên bố rằng họ có chủ quyền đối với đảo và các rạn san hô vòng Tokelau khác theo Đạo luật Đảo Phân chim. Năm 1979, Hoa Kỳ thừa nhận rằng Tokelau thuộc chủ quyền của New Zealand và ranh giới hàng hải giữa Tokelau và Samoa thuộc Mỹ được thiết lập theo Hiệp ước Tokehega.

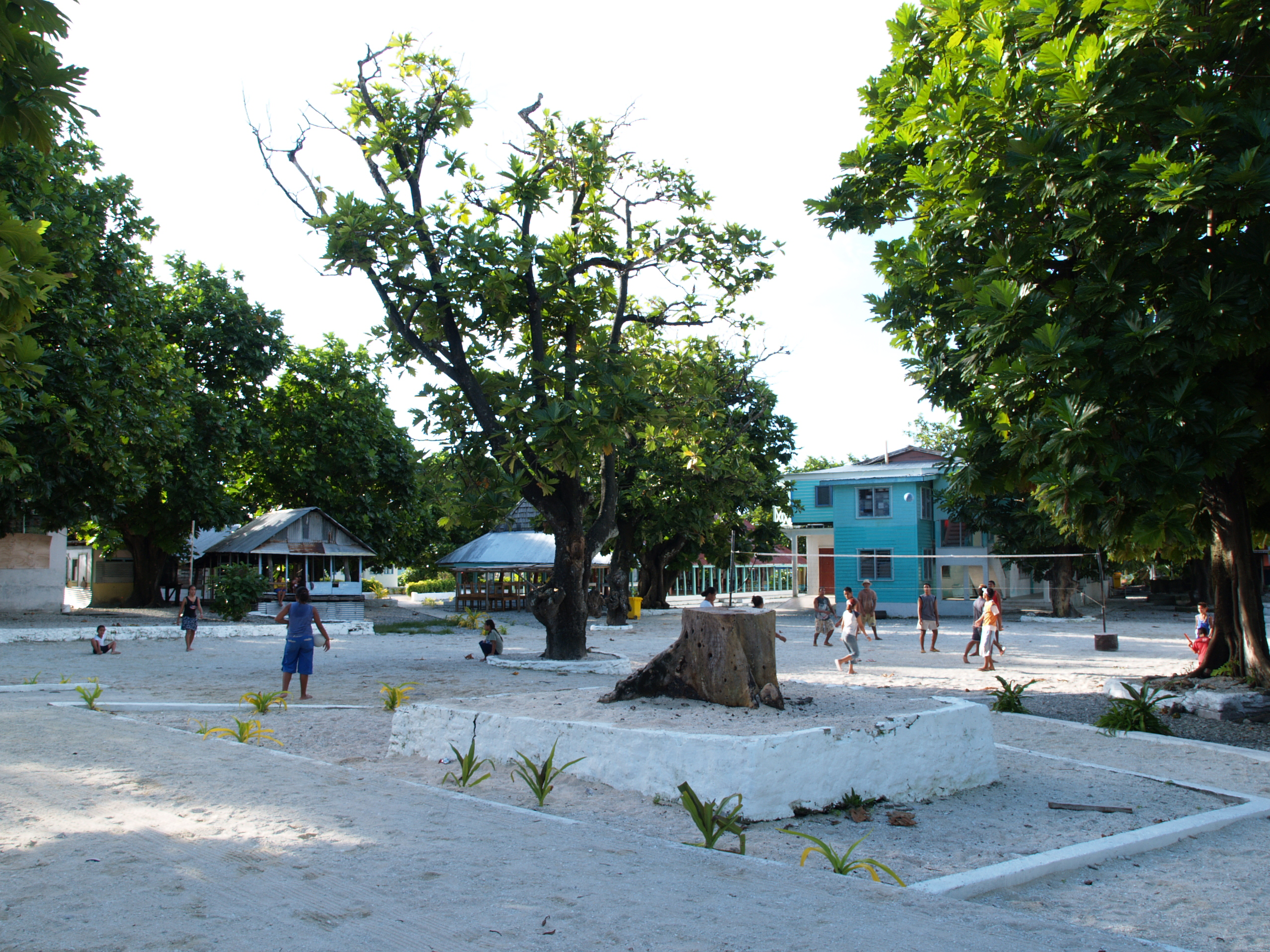
Quảng trường tại trung tâm làng Fakaofo

### Thuộc địa
Năm 1877, quần đảo được đặt dưới quyền bảo hộ của Anh theo một Lệnh Hội đồng tuyên bố quyền tài phán đối với tất cả các đảo Thái Bình Dương chưa được tuyên bố chủ quyền. Sĩ quan chỉ huy C. F. Oldham trên tàu HMS  Egeria đổ bộ xuống ba rạn san hô vòng vào tháng 6 năm 1889 và chính thức giương quốc kỳ Anh, tuyên bố nhóm đảo là lãnh thổ bảo hộ của Anh. Để phù hợp với mong muốn của "chính phủ bản địa", chúng bị Anh sáp nhập và đưa vào Quần đảo Gilbert theo Lệnh Hội đồng Quần đảo Tokelau (Quần đảo Liên hợp), 1916. Cuộc sáp nhập diễn ra vào ngày 29 tháng 2 năm 1916. Kể từ thời điểm các đảo được sáp nhập, người dân địa phương có tư cách là thần dân Anh. Tokelau bị đưa ra khỏi Thuộc địa Quần đảo Gilbert và Ellice và đặt dưới thẩm quyền của Toàn quyền New Zealand vào năm 1925, hai Lệnh Hội đồng được ban hành cho mục đích này trong cùng một ngày. Bước đi này có nghĩa là New Zealand tiếp quản quyền quản lý Tokelau từ tay người Anh vào ngày 11 tháng 2 năm 1926. Vào thời điểm này, Tokelau vẫn là lãnh thổ thuộc chủ quyền của Anh nhưng do New Zealand quản lý.
Lệnh Hội đồng Quần đảo Liên minh (Thu hồi), 1948 sau khi dẫn lại thỏa thuận của chính phủ Anh và New Zealand rằng các đảo sẽ trở thành một phần của New Zealand, đã thu hồi Lệnh Hội đồng Quần đảo Liên hợp (Số 2), 1925. Lệnh này có hiệu lực kể từ ngày do Toàn quyền New Zealand ấn định, sau khi ông thấy thuyết phục rằng Quốc hội New Zealand đã chuẩn bị đầy đủ cho việc sáp nhập các đảo vào New Zealand. Điều này được thực hiện theo Đạo luật Quần đảo Tokelau năm 1948. Tokelau chính thức trở thành một phần của New Zealand vào ngày 1 tháng 1 năm 1949.
Lãnh thổ tự trị New Zealand sau đó được thay thế bằng Vương quốc New Zealand, Tokelau vẫn là một phần trong đó. Khi Đạo luật Quốc dân Anh và Quốc tịch New Zealand 1948 có hiệu lực vào ngày 1 tháng 1 năm 1949, những người Tokelau là thần dân Anh có được quyền công dân New Zealand; họ vẫn nắm giữ địa vị này đến nay.
Các làng có quyền ban hành luật riêng để điều chỉnh về cuộc sống hàng ngày của họ, và luật pháp New Zealand chỉ áp dụng trong phạm vi được quy định cụ thể. Tội phạm nghiêm trọng rất hiếm và không có nhà tù, người phạm tội bị khiển trách công khai, phạt tiền hoặc bắt buộc lao động.

## Chính trị
Nguyên thủ quốc gia hiện là Charles III với tư cách quân chủ của New Zealand, ông cũng trị vì các vương quốc Thịnh vượng chung khác. Người đại diện cho quốc vương là quản trị viên (Administrator). Người đứng đầu chính phủ lãnh đạo một hội đồng nội các. Hội đồng này bao gồm faipule (thủ lĩnh) và pulenuku (trưởng làng) của ba rạn san hô vòng. Quản trị viên do Bộ trưởng Bộ Ngoại giao và Thương mại của New Zealand bổ nhiệm, và vai trò của người đứng đầu chính phủ được luân phiên giữa ba faipule trong nhiệm kỳ một năm.
Đạo luật sửa đổi Tokelau năm 1996 trao quyền lập pháp cho Fono Chung (General Fono), một cơ quan đơn viện. Số ghế mỗi rạn san hô vòng nhận được trong Fono được xác định theo dân số - hiện tại, Fakaofo và Atafu mỗi nơi có 7 ghế còn Nukunonu có 6 ghế. Faipule và pulenuku cũng có ghế trong Fono.
Vào ngày 11 tháng 11 năm 2004, Tokelau và New Zealand thực hiện các bước để tạo thành một hiệp ước biến Tokelau từ một lãnh thổ không tự quản thành một quốc gia tự quản trong liên kết tự do với New Zealand. Bên cạnh hiệp ước này, một cuộc trưng cầu dân ý về quyền tự quyết do Liên Hợp Quốc bảo trợ được tiến hành, khi ba đảo bỏ phiếu từ ngày 13 tháng 2 năm 2006. (người Tokelau ở Apia, Samoa được bỏ phiếu vào ngày 11 tháng 2.) Trong số 581 phiếu bầu, 349 phiếu dành cho liên kết tự do, không đủ mức 2/3 cần thiết để phương pháp này được thông qua. Một cuộc trưng cầu dân ý nữa được diễn ra vào ngày 20–24 tháng 10 năm 2007, một lần nữa thất bại trong việc phê chuẩn quyền tự quản.
Vào tháng 5 năm 2008, Tổng thư ký Liên Hợp Quốc Ban Ki-moon kêu gọi các cường quốc thực dân "hoàn thành quá trình phi thực dân hóa ở mọi nơi trong số 16 lãnh thổ không tự quản còn lại", bao gồm cả Tokelau. Vào tháng 4 năm 2008, phát biểu với tư cách là lãnh đạo của Đảng Quốc gia, Thủ tướng tương lai của New Zealand John Key tuyên bố rằng New Zealand đã "áp đặt hai cuộc trưng cầu dân ý đối với người dân Quần đảo Tokelau", và đặt nghi vấn về "tính khôn ngoan được chấp nhận rằng các quốc gia nhỏ nên trải qua quá trình phi thực dân hóa".

## Quốc phòng và cảnh sát
Phù hợp với các nguyên tắc của quan hệ đối tác với New Zealand, quốc phòng là trách nhiệm của Chính phủ New Zealand. Lực lượng Quốc phòng New Zealand có trách nhiệm bảo vệ lãnh thổ cũng như vùng đặc quyền kinh tế (EEZ) ngoài khơi của Tokelau. Tổng diện tích vùng đặc quyền kinh tế ngoài khơi khoảng 300.000 km2. Các tàu của Hải quân Hoàng gia New Zealand được sử dụng cho nhiệm vụ này bao gồm cả tàu tuần tra ngoài khơi lớp Protector.
Với hạ tầng cầu cảng hạn chế của Tokelau, tàu đa năng của Hải quân là HMNZS Canterbury được sử dụng để cung cấp hỗ trợ hậu cần cho lãnh thổ.
Có ít tội phạm được ghi nhận tại Tokelau và tổng cộng có 9 cảnh sát viên được báo cáo có mặt tính đến đầu những năm 2020: có 3 cảnh sát ở mỗi nơi Fakaofo, Nukunonu và Atafu. Theo Chính phủ, họ chịu trách nhiệm trước chính quyền làng trong việc thực thi luật pháp và trật tự, cũng như với cơ quan dịch vụ công trong các nhiệm vụ dân sự khác nhau của họ.

## Địa lý
Tokelau bao gồm ba rạn san hô vòng tại Nam Thái Bình Dương, giữa các kinh tuyến 171° Tây và 173° Tây và giữa các vĩ tuyến 8° Nam và 10° Nam, ở khoảng giữa Hawaii và New Zealand. Từ Atafu ở phía bắc đến Fakaofo ở phía nam, Tokelau kéo dài chưa đầy 200 km. Các đảo san hô nằm cách khoảng 500 kilômét (311 dặm) về phía bắc của Samoa. Atafu và Nukunonu nằm trong một nhóm đảo từng được gọi là Nhóm Công tước xứ Clarence, còn Fakaofo từng gọi là đảo Bowditch. Diện tích đất liền của chúng là 10,8 km2 (4,2 dặm vuông Anh). Mỗi rạn san hô vòng đều gồm một số đảo san hô, trên đó có các làng. Điểm cao nhất của Tokelau chỉ là 5 mét (16 foot) trên mực nước biển. Tokelau không có cảng hoặc bến cảng cho các tàu lớn, tuy nhiên cả ba rạn san hô vòng đều có cầu cảng để vận chuyển hàng hóa và hành khách. Tokelau nằm trong vành đai bão nhiệt đới Thái Bình Dương. Đảo Swains (Olohega) có ý nghĩa về mặt văn hóa, lịch sử và địa lý nhưng không có ý nghĩa chính trị trong Quần đảo Tokelau, đảo này do Hoa Kỳ kiểm soát kể từ khoảng năm 1900 và được quản lý như một phần của Samoa thuộc Mỹ kể từ năm 1925.
Đảo Swains được Hoa Kỳ tuyên bố chủ quyền theo Đạo luật đảo phân chim, cũng giống như ba đảo khác của Tokelau; yêu sách ba đảo này bị từ bỏ theo hiệp ước vào năm 1979. Trong dự thảo hiến pháp Tokelau trong cuộc trưng cầu dân ý về quyền tự quyết vào năm 2006, Olohega (Đảo Swains) cũng được tuyên bố là một phần của Tokelau, mặc dù yêu sách này đã bị hủy bỏ trong hiệp ước năm 1979.
Yêu sách của Tokelau đối với Swains nói chung có thể so sánh với yêu sách của Quần đảo Marshall đối với đảo Wake do Hoa Kỳ quản lý, nhưng việc vấn đề này nổi lên lại là kết quả ngoài ý muốn của những nỗ lực gần đây của Liên Hợp Quốc nhằm thúc đẩy quá trình phi thực dân hóa tại Tokelau. Người Tokelau tỏ ra miễn cưỡng nhất định trong việc thúc đẩy bản sắc dân tộc của họ trong lĩnh vực chính trị: các động thái phi thực dân hóa gần đây chủ yếu được thúc đẩy từ bên ngoài vì lý do ý thức hệ. Nhưng đồng thời, người Tokelau không muốn từ bỏ bản sắc văn hóa chung của họ với những người dân đảo Swains nói chung ngôn ngữ với họ.
| Rạn san hô vòng | Tọa độ                                       |
| --------------- | -------------------------------------------- |
| Atafu           | 8°33′6″N 172°30′3″T / 8,55167°N 172,50083°T  |
| Nukunonu        | 9°10′6″N 171°48′35″T / 9,16833°N 171,80972°T |
| Fakaofo         | 9°21′55″N 171°12′54″T / 9,36528°N 171,215°T  |

### Múi giờ
Cho đến tháng 12 năm 2011, Tokelau chậm hơn Giờ phối hợp quốc tế (UTC) 11 giờ. Vào nửa đêm ngày 29 tháng 12 năm 2011, Tokelau chuyển sang UTC+13:00 để đáp lại quyết định của Samoa về việc đổi sang bên trái của Đường đổi ngày quốc tế. Điều này đưa Tokelau đến gần hơn với thời gian tại New Zealand (và trong quá trình này đã bỏ qua ngày 30 tháng 12).
Trang web Time&Date tuyên bố rằng "cộng đồng múi giờ quốc tế dường như đã liệt kê sai giờ địa phương của Tokelau kể từ năm 1901" và "hầu hết các nguồn, bao gồm cả International Atlas thường được Shanks/Pottenger nhắc đến, đều cho rằng độ lệch UTC là +14 giờ hoặc tương đương."

### Môi trường
Tokelau nằm trong vùng sinh thái rừng ẩm nhiệt đới Tây Polynesia]]. Hầu hết thảm thực vật ban đầu đã bị thay thế bằng các đồn điền dừa, một số đồn điền đã bị bỏ hoang và trở thành rừng bụi rậm. Các rạn san hô vòng Tokelau cung cấp môi trường sống cho 38 loài thực vật bản địa, hơn 150 loài côn trùng và 10 loài cua đất. Một trong những mối đe dọa lớn nhất đối với đa dạng sinh học là từ các loài động vật có vú săn mồi du nhập, như chuột lắt.
Năm 2011, Tokelau tuyên bố toàn bộ khu vực đặc quyền kinh tế rộng 319.031 km2 (123.179 dặm vuông Anh) của mình là một khu bảo tồn cá mập.

## Kinh tế
Theo Cục Tình báo Trung ương Mỹ, Tokelau có nền kinh tế nhỏ nhất trên thế giới. Tokelau có sức mua hàng năm khoảng 1.000 USD bình quân đầu người. Chính phủ gần như hoàn toàn phụ thuộc vào trợ cấp từ New Zealand. Chính phủ có nguồn thu hàng năm dưới 500.000 đô la Mỹ so với chi tiêu khoảng 2,8 triệu đô la Mỹ. Sự thâm hụt được bù đắp bằng viện trợ từ New Zealand.
Tokelau hàng năm xuất khẩu khoảng 100.000 đô la Mỹ từ tem, cùi dừa, cùng hàng thủ công dệt và chạm khắc. Họ cũng nhập khẩu hơn 300.000 đô la Mỹ thực phẩm, vật liệu xây dựng và nhiên liệu. New Zealand cũng thanh toán trực tiếp chi phí dịch vụ y tế và giáo dục. Các ngành công nghiệp địa phương bao gồm các doanh nghiệp quy mô nhỏ sản xuất cùi dừa, gia công gỗ, hàng thủ công tết bện, tem, tiền xu và đánh cá. Ngành nông nghiệp và chăn nuôi sản xuất dừa, cùi dừa, sa kê, đu đủ, chuối, vả, lợn, gia cầm và một số ít dê. Nhiều người Tokelau sống tại New Zealand và hỗ trợ gia đình họ ở Tokelau thông qua kiều hối.

### Năng lượng mặt trời
Tokelau đạt mục tiêu 100% điện tái tạo vào ngày 7 tháng 11 năm 2012, theo lời Bộ trưởng Ngoại giao New Zealand Murray McCully. Trước đây điện được tạo ra bằng máy phát điện diesel và chỉ có điện trong khoảng 16 giờ/ngày.
Ba trạm năng lượng mặt trời với tổng công suất phát điện là 930kWp được lắp đặt để cung cấp 100% nhu cầu điện năng hiện tại từ quang điện, còn pin dự phòng axit chì có thể lưu trữ khoảng 8MWh. Trạm điện đầu tiên được hoàn thành vào tháng 8 năm 2012. Tổng cộng có 4.032 tấm pin mặt trời được sử dụng và 1.344 cục pin có trọng lượng 250 kilôgam (550 lb) mỗi chiếc. Các hệ thống được thiết kế để chịu được gió 230 km/h (143 mph). Đến năm 2011, 93% điện năng của Tokelau được tạo ra từ quang điện, phần còn lại được tạo ra từ dầu dừa. Tính đến năm 2019, nhu cầu ngày càng tăng và sự xuống cấp của pin dẫn đến nhu cầu về nguồn điện dự phòng tăng lên. Các kế hoạch được thực hiện để tăng thêm 210 kWh công suất năng lượng mặt trời và gần 2MWh công suất pin lithium-ion.

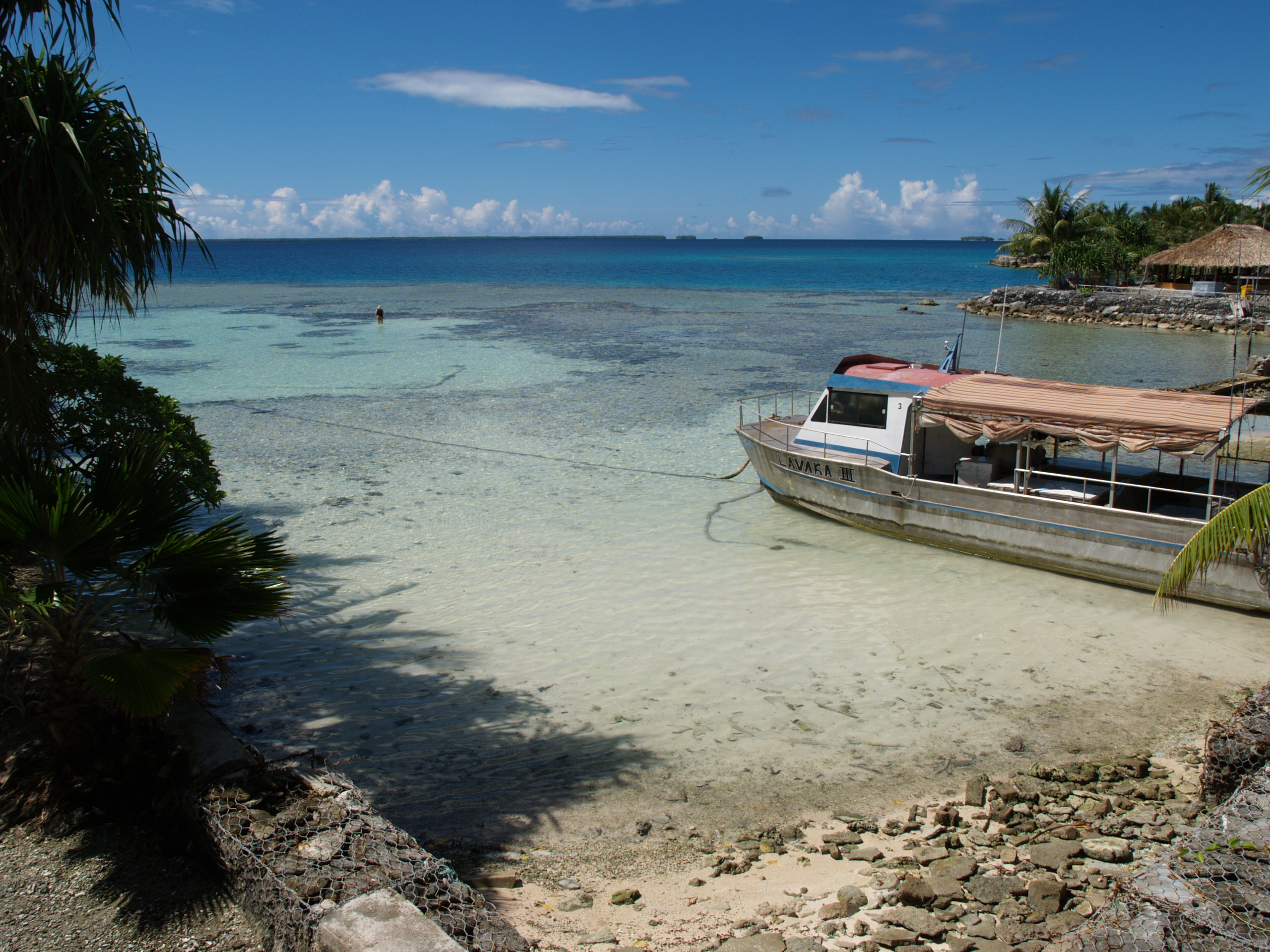
Đầm phá Nukunonu tại Tokelau.
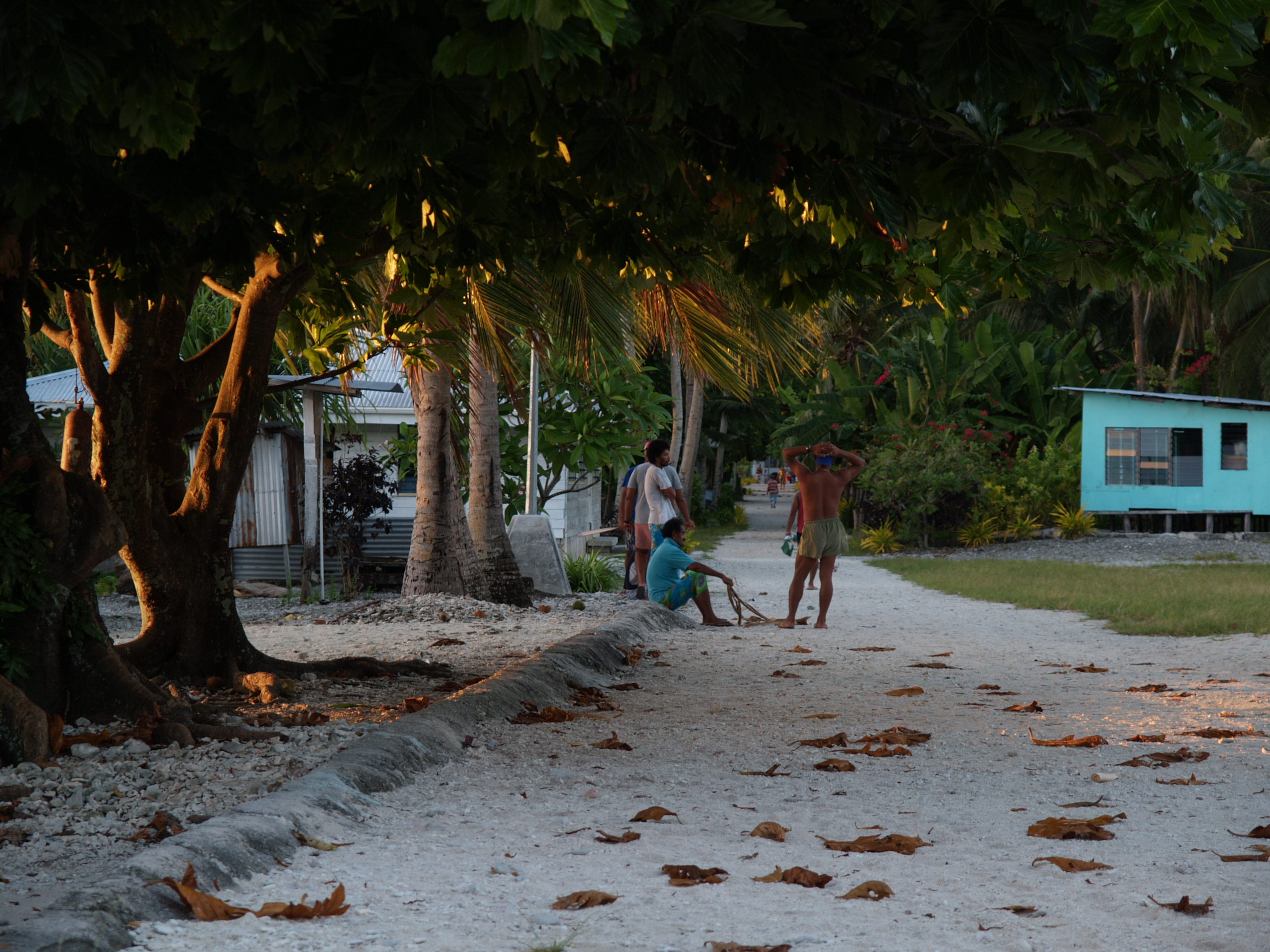
Đường phố Atafu lúc bình minh

### Tên miền Internet

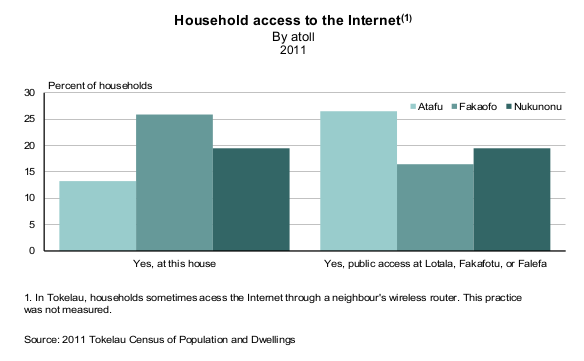
Truy cập internet tại Tokelau, 2011

Tokelau đã tăng GDP lên hơn 10% thông qua việc cho đăng ký tên miền cấp cao nhất của mình là .tk. Việc đăng ký có thể miễn phí, trong trường hợp đó người dùng chỉ sở hữu quyền sử dụng chứ không phải bản thân tên miền, hoặc trả phí để được cấp toàn quyền. Các tên miền miễn phí được chỉ tới máy chủ tên miền Tokelau, chuyển hướng tên miền qua các frame HTML đến một địa chỉ được chỉ định hoặc tới một Mẫu tin tài nguyên A hoặc NS được chỉ định, và chuyển hướng tối đa 250 địa chỉ email sang một địa chỉ bên ngoài (không phải một tên miền .tk).
Vào tháng 9 năm 2003, Fakaofo trở thành nơi đầu tiên của Tokelau có kết nối Internet tốc độ cao. Quỹ Tokelau tài trợ cho dự án. Tokelau cung cấp miễn phí hầu hết các tên miền thuộc quyền quản lý của mình cho bất kỳ ai để thu hút sự chú ý của công chúng đối với lãnh thổ. Điều này cho phép quốc gia có được các công nghệ viễn thông nâng cao, chẳng hạn như có thêm nhiều máy tính và khả năng truy cập Internet cho cư dân Tokelau. Đến năm 2012, có khoảng 120 máy tính, chủ yếu là máy tính xách tay và 1/6 nền kinh tế là từ thu nhập do tên miền .tk.
Theo phân tích năm 2016 về việc đăng ký tên miền do nhà đăng ký .uk Nominet thực hiện bằng cách sử dụng dữ liệu từ ZookNIC, tên miền tk là "tên miền mã quốc gia lớn nhất thế giới ... gần như lớn bằng cả Trung Quốc (.cn) và Đức (.de) cộng lại".

## Nhân khẩu

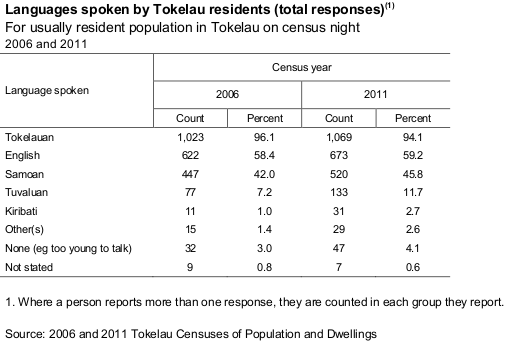
Thống kê ngôn ngữ tại Tokelau, 2006 và 2011

Theo Điều tra dân số Tokelau năm 2016, Tokelau có dân số thường trú theo đăng ký là 1.499 người. Cuộc điều tra dân số cho thấy dân số thường trú theo đăng ký tăng 6,2% trong giai đoạn 2011-2016.
Người dân Tokelau được gọi là người Tokelau, và nhóm dân tộc chính là người Polynesia; không có nhóm thiểu số được ghi nhận. Khoảng 84% cư dân là người dân tộc Tokelau hoàn toàn hoặc một phần; người thuộc dân tộc Samoa chiếm 6,7% dân số và Tuvalu chiếm 2,8%. Ngôn ngữ chính—được hơn 90% cư dân sử dụng—là tiếng Tokelau, nhưng gần 60% cư dân cũng nói tiếng Anh.
Ít hơn 1.500 cư dân Polynesia sống ở ba ngôi làng. Sự cô lập và thiếu tài nguyên của họ đã hạn chế rất nhiều sự phát triển kinh tế, và hạn chế nông nghiệp ở mức tự cung tự cấp. Nguồn tài nguyên thiên nhiên rất hạn chế và tình trạng quá đông đúc đang góp phần tạo ra làn sóng di cư đến New Zealand và Samoa. Trong cuộc điều tra dân số tại New Zealand năm 2013, hơn 7.000 người được xác định là người Tokelau, gần gấp năm lần số người sống tại chính Tokelau. Sự cạn kiệt cá ngừ khiến việc đánh bắt cá làm thực phẩm trở nên khó khăn hơn.
Một tỷ lệ đáng kể (44,9% năm 2016) dân số được sinh ra ở nước ngoài, chủ yếu tại Samoa (15,3% tổng dân số) và New Zealand (11,5%).
Mặc dù số phụ nữ sống ở Atafu và Fakaofo nhiều hơn nam giới một chút, nhưng nam giới lại chiếm 57% cư dân Nukunonu. Chỉ 9% người Tokelau từ 40 tuổi trở lên chưa từng kết hôn. Một phần tư dân số được sinh ra ở nước ngoài; gần như tất cả những người còn lại sống trên cùng một rạn san hô vòng mà họ sinh ra. Hầu hết các hộ đều nuôi từ 5 con lợn trở lên.
Mặc dù có thu nhập thấp nhưng Tokelau có tuổi thọ dự tính là 69 tuổi, có thể so sánh với các đảo khác tại Châu Đại Dương.

### Cơ cấu dân số
| Nhóm tuổi | Nam giới | Nữ giới | Tổng cộng | %         |
| --------- | -------- | ------- | --------- | --------- |
| Tổng cộng | 652      | 633     | 1 285     | 100       |
| 0–4       | 74       | 65      | 139       | 10,82     |
| 5–9       | 75       | 75      | 150       | 11,67     |
| 10–14     | 72       | 65      | 137       | 1066      |
| 15–19     | 63       | 53      | 116       | 9,03      |
| 20–24     | 54       | 39      | 93        | 7,24      |
| 25–29     | 39       | 47      | 86        | 6,69      |
| 30–34     | 36       | 43      | 79        | 6,15      |
| 35–39     | 35       | 27      | 62        | 4,82      |
| 40–44     | 35       | 40      | 75        | 5,84      |
| 45–49     | 41       | 40      | 81        | 6,30      |
| 50–54     | 27       | 36      | 63        | 4,90      |
| 55–59     | 33       | 20      | 53        | 4,12      |
| 60–64     | 31       | 23      | 54        | 4,20      |
| 65–69     | 14       | 23      | 37        | 2,88      |
| 70–74     | 14       | 11      | 25        | 1,95      |
| 75+       | 9        | 26      | 35        | 2,72      |
| Nhóm tuổi | Nam giới | Nữ giới | Tổng cộng | Phần trăm |
| 0–14      | 221      | 205     | 426       | 33,15     |
| 15–64     | 394      | 368     | 762       | 59,30     |
| 65+       | 37       | 60      | 97        | 7,55      |

| Nhóm tuổi | Nam giới | Nữ giới | Tổng cộng | %         |
| --------- | -------- | ------- | --------- | --------- |
| Tổng cộng | 813      | 834     | 1 647     | 100       |
| 0–4       | 80       | 81      | 161       | 9,78      |
| 5–9       | 86       | 87      | 173       | 10,50     |
| 10–14     | 106      | 81      | 187       | 11,35     |
| 15–19     | 68       | 72      | 140       | 8,50      |
| 20–24     | 74       | 65      | 139       | 8,44      |
| 25–29     | 58       | 60      | 118       | 7,16      |
| 30–34     | 42       | 60      | 102       | 6,19      |
| 35–39     | 53       | 54      | 107       | 6,50      |
| 40–44     | 41       | 47      | 88        | 5,34      |
| 45–49     | 53       | 38      | 91        | 5,53      |
| 50–54     | 42       | 56      | 98        | 5,95      |
| 55–59     | 28       | 45      | 73        | 4,43      |
| 60–64     | 32       | 28      | 60        | 3,64      |
| 65–69     | 25       | 19      | 44        | 2,67      |
| 70–74     | 11       | 14      | 25        | 1,52      |
| 75–79     | 10       | 11      | 21        | 1,28      |
| 80–84     | 2        | 11      | 13        | 0,79      |
| 85–89     | 2        | 4       | 6         | 0,36      |
| 90+       | 0        | 1       | 1         | 0,06      |
| Nhóm tuổi | Nam giới | Nữ giới | Tổng cộng | Phần trăm |
| 0–14      | 272      | 249     | 521       | 31,63     |
| 15–64     | 491      | 525     | 1 016     | 61,69     |
| 65+       | 50       | 60      | 110       | 6,68      |

### Tôn giáo

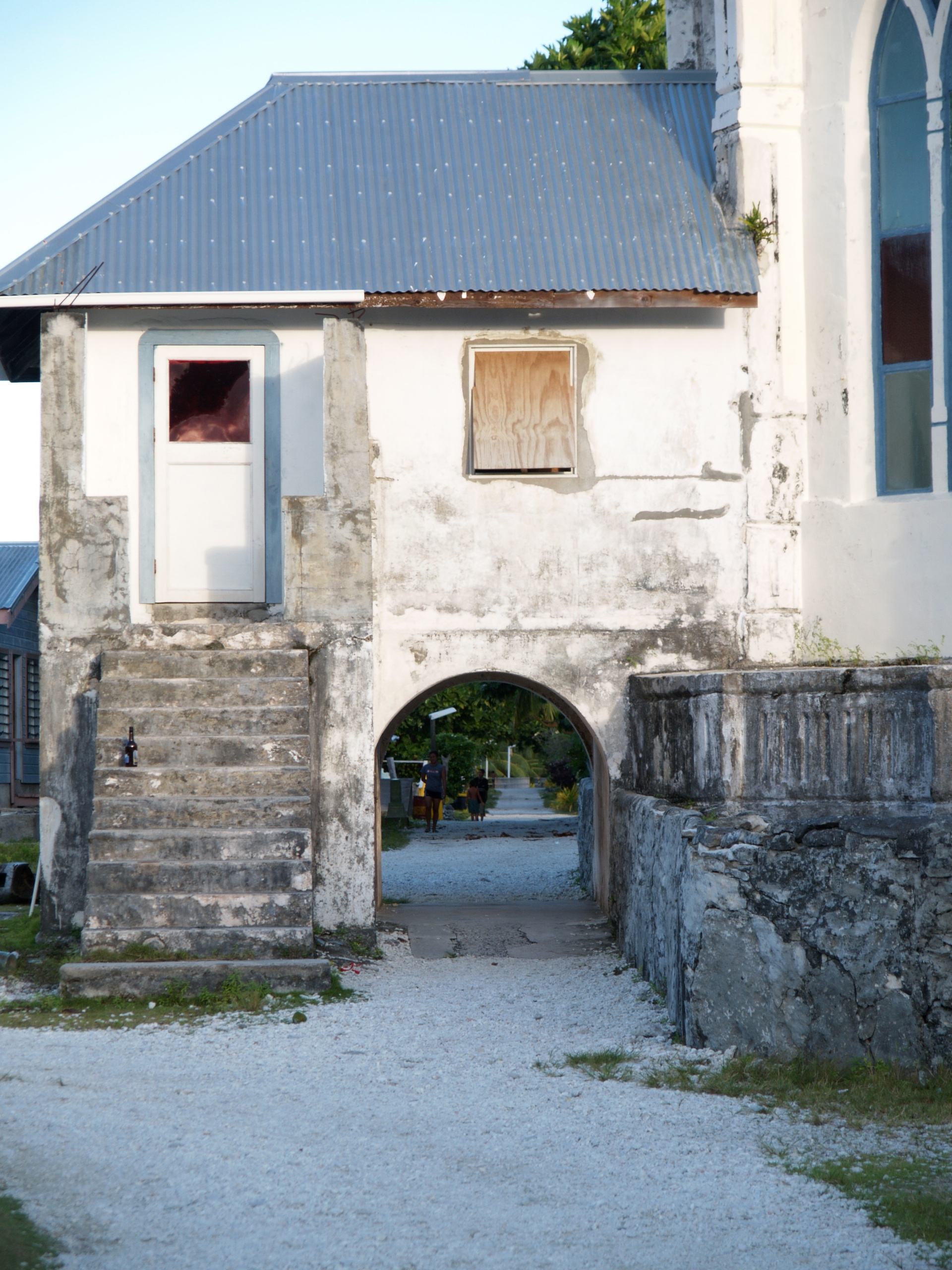
Nhà thờ Công giáo tại Nukunonu thuộc Tokelau

Cư dân Tokelau chủ yếu theo đạo Thiên chúa. Trên đảo Atafu gần như tất cả cư dân đều là thành viên của Giáo hội Thiên chúa giáo Giáo đoàn Samoa (tương ứng với 62% tổng dân số). Trên đảo Nukunonu gần như tất cả đều theo Công giáo La Mã (tương ứng với 34% tổng dân số). Trên đảo Fakaofo cả hai giáo phái đều có mặt với Giáo hội Cơ đốc Giáo đoàn chiếm ưu thế. 5% dân số theo tôn giáo khác.

## Văn hóa

### Y tế và giáo dục

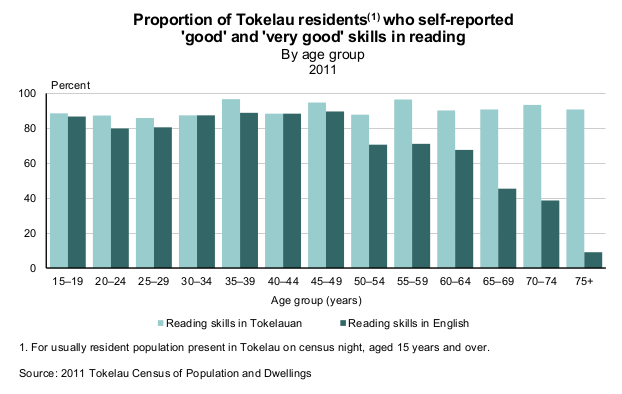
Biết chữ theo độ tuổi ở Tokelau, điều tra dân số năm 2011

Mỗi rạn san hô vòng có một trường học và bệnh viện. Dịch vụ y tế có một giám đốc y tế tại Apia và Cố vấn lâm sàng trưởng, người này di chuyển từ rạn san hô vòng này sang rạn khác theo yêu cầu để hỗ trợ các bác sĩ trực thuộc mỗi bệnh viện. Vào năm 2007, không phải lúc nào mỗi đảo cũng có bác sĩ, và các nhân viên y tế khác được bổ nhiệm để lấp đầy khoảng trống.
Nhiều thanh niên Tokelau tới New Zealand để nâng cao trình độ học vấn của họ, sau đó các sinh viên trở về và sau đó bắt đầu học thêm một năm nữa.

### Thể thao

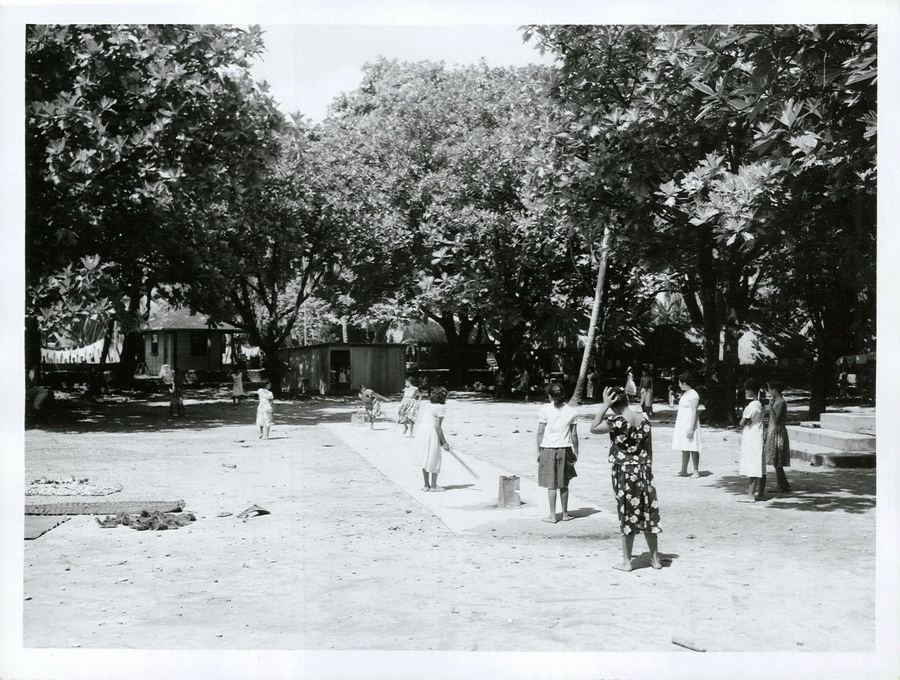
Cricket tại Tokelau, 1966

Do quy mô nhỏ, Tokelau không liên kết với hầu hết các tổ chức thể thao quốc tế và hiếm khi tham gia các sự kiện quốc tế. Cuộc thi quốc tế quan trọng duy nhất mà Tokelau tham gia là trong Đại hội Thể thao Thái Bình Dương. Tokelau giành được huy chương vàng đầu tiên trong kỳ đại hội năm 2007 tại Apia, lần này họ giành được tổng cộng năm huy chương (ba vàng, một bạc và một đồng). Violina Linda Pedro giành hai huy chương vàng (ở nội dung đôi nữ và đơn nữ) trong môn lăn bóng trên cỏ.
Vào tháng 10 năm 2010, bóng bàn trở thành "môn thể thao đầu tiên tại Tokelau được cấp tư cách thành viên ở cấp độ châu lục hoặc thế giới", khi Hiệp hội bóng bàn Tokelau được chính thức thành lập và trở thành thành viên thứ 23 của Liên đoàn bóng bàn Châu Đại Dương.
Tokelau dự định tham gia lần đầu tiên vào Đại hội Thể thao Khối thịnh vượng chung 2010 tại Delhi, nhưng cuối cùng không tham gia mà không rõ lý do.
Tokelau có Liên đoàn thể thao quốc gia, và một sự kiện thể thao quan trọng là Đại hội Thể thao Tokelau được tổ chức hàng năm. Khi chúng được tổ chức, "tất cả Tokelau hầu như đứng yên", vì "vượt quá 50% dân số tham gia và tất cả công việc và trường học đều dừng lại vào thời điểm đó". Kỳ đại hội 2010 bao gồm các cuộc thi trong môn rugby Sevens, bóng lưới và kilikiti, cùng với "một buổi tối văn hóa [...] nơi mỗi rạn san hô vòng giới thiệu các bài hát và điệu nhảy truyền thống của họ".
Bóng lưới được cho là được người Anh giới thiệu đến Tokelau, nhưng trở nên phổ biến hơn khi chính phủ New Zealand tiếp quản lãnh thổ. Môn thể thao này thường được chơi trong các cuộc thi thể thao liên đảo, cùng với các môn thể thao khác như rugby league và bóng chuyền.
Ở Tokelau, giải đấu bóng đá có hai cấp độ. Từ Fale, Fakaofo, hai trong số những câu lạc bộ tốt nhất là Hakava Club và Matalele Club.

## Truyền thông

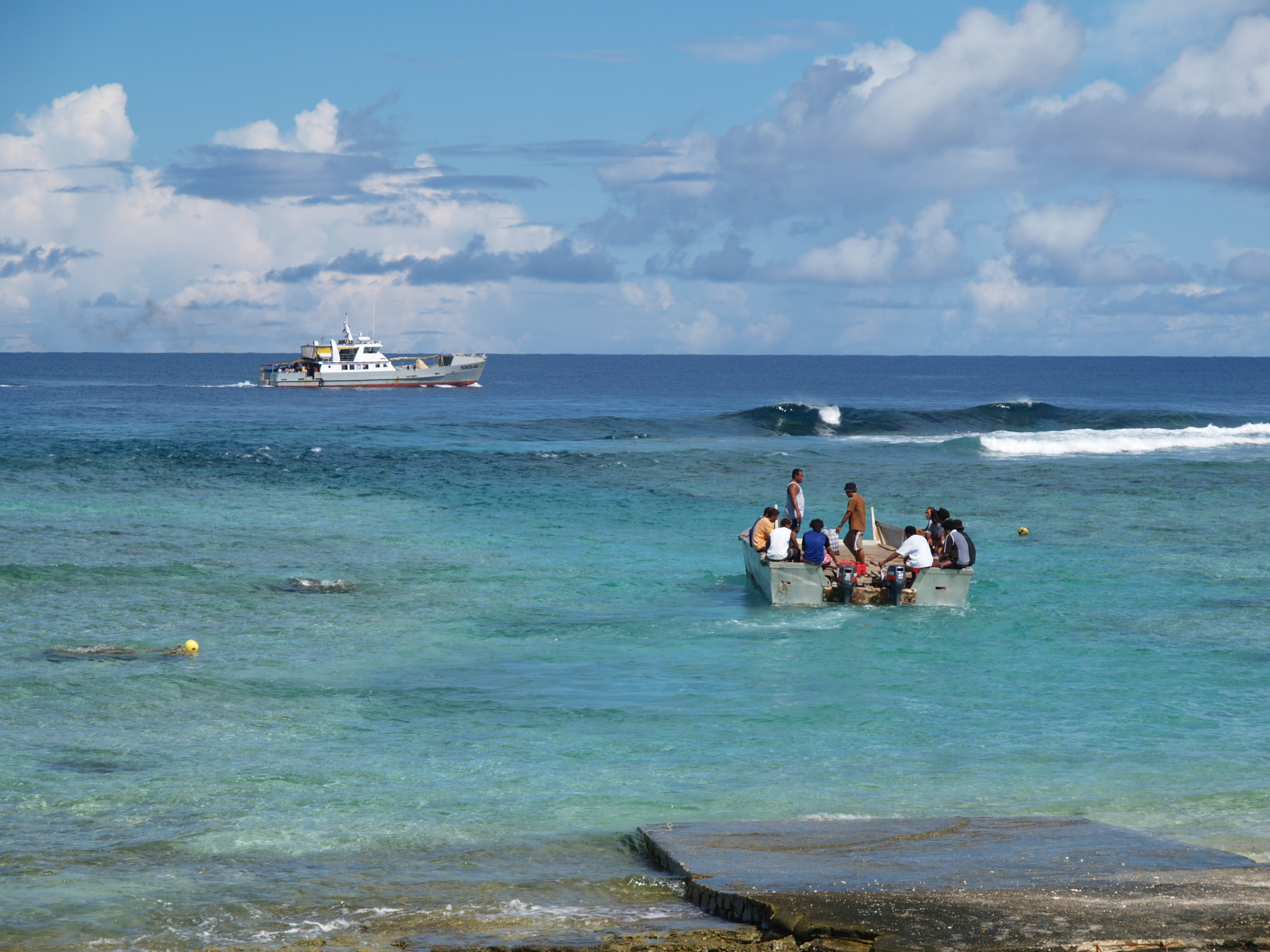
Một sà lan rời bến đỗ ở Nukunonu để thu gom hàng hóa và hành khách từ MV Tokelau

Tokelau có dịch vụ điện thoại vô tuyến giữa các đảo và tới Samoa. Năm 1997, dịch vụ điện thoại do chính phủ quản lý (TeleTok) được thành lập với ba trạm vệ tinh mặt đất, khiến Tokelau trở thành nơi cuối cùng trên thế giới kết nối qua điện thoại. Mỗi rạn san hô vòng có một trạm phát sóng, phát đi các bản tin thời tiết và vận chuyển hàng hóa, và mỗi hộ gia đình đều có radio hoặc có thể tiếp cận radio. Tin tức được phổ biến thông qua bản tin chính phủ Te Vakai.
Vào năm 2019, Tokelau đồng ý kết nối với tuyến cáp ngầm biển 60Tbps  NEXT  của Southern Cross Cable kết nối giữa Úc, New Zealand và Hoa Kỳ Tháng 9 năm 2021, đảo được kết nối bằng tuyến cáp mới và các dịch vụ được ra mắt vào tháng 7 năm 2022, cấp cho Tokelau quyền truy cập vào mạng lưới dịch vụ viễn thông 400GbE tới các trung tâm dữ liệu trên toàn thế giới.
Tokelau có mã điện thoại quốc tế là 690, và có số điện thoại có 5 chữ số từ tháng 11 năm 2015 (các số có 4 chữ số có thêm tiền tố là chữ số "2").
Tokelau quản lý tên miền mã quốc gia .tk, một trong những tên miền phổ biến nhất trên Web.

## Giao thông
Tàu MV Mataliki được giao mới vào năm 2016 để thay thế cho MV Tokelau nhỏ hơn và do Sở Giao thông Tokelau và công ty Vận tải và Hàng hải đồng quản lý. Con tàu có sức chứa 60 hành khách trên các chuyến du hành quốc tế và 120 hành khách khi vận chuyển giữa các rạn san hô vòng của Tokelau, hoạt động hai tuần một lần giữa Tokelau và Apia, chuyến đi này kéo dài hơn một ngày một chút. Tàu chở hàng chuyên dụng MV Kalopaga được đưa vào sử dụng năm 2018 và thay thế các tàu chở hàng thuê bao.
Ở Tokelau không có sân bay nên thuyền là phương tiện đi lại và vận chuyển chính. Một số thủy phi cơ và máy bay lưỡng cư có thể hạ cánh xuống đầm phá của đảo. Một đường băng được Chính phủ New Zealand xem xét vào năm 2010. Vào năm 2016, kế hoạch kết nối các rạn san hô vòng với Samoa bằng trực thăng đã phải bị hủy bỏ vì chi phí cao, khiến cho những năm tiếp theo lại có những lời kêu gọi tới chính phủ New Zealand về việc giúp đỡ thiết lập các dịch vụ hàng không. Tính đến năm 2022, có thông tin cho rằng dự án sân bay - do chính phủ New Zealand tài trợ - đang tiến triển.